# Тоски, Дэйв
Дэйв То́ски (англ. Dave Toschi; 11 июля 1931, Сан-Франциско, США — 6 января 2018) — бывший инспектор Департамента полиции Сан-Франциско, где он служил с 1952 по 1983 год.

## Биография
Наиболее известен как главный следователь по делу серийного убийцы «Зодиака». Тоски был включен в расследование после убийства «Зодиаком» таксиста Пола Стайна. Вскоре после того как он покинул полицию, Дэйв устроился работать директором по вопросам безопасности больницы Св. Луки города Сан-Франциско. Он был консультантом продюсеров фильма «Зодиак».

## В массовой культуре
- Марк Руффало сыграл роль Тоски в фильме Дэвида Финчера «Зодиак».
- Главный персонаж фильма «Буллит» основан на образе Дэйва Тоски.
- Образ Тоски был использован при создании Гарри Каллахана (его роль исполнил Клинт Иствуд) во время съёмок фильма «Грязный Гарри». Каллахан, как и Тоски, ведёт дело серийного убийцы, совершающего безмотивные преступления. Серийный убийца по прозвищу «Скорпион» имеет много общего с «Зодиаком». На этом сходство заканчивается, и все черты крутого полицейского являются творчеством создателей персонажа, главным образом — самого Иствуда[2].